# Danilo Lim
Danilo "Danny" Delapuz Lim (2 de junho de 1955 - 6 de janeiro de 2021) foi um militar filipino que serviu como presidente da Autoridade Metropolitana de Desenvolvimento de Manila de 2017 até sua morte em 2021. 
Lim integrou o Grupo Magdalo, um conluio de militares que encenou o motim de Oakwood em julho de 2003. Ele seria novamente acusado de motim depois que um suposto plano para tomar o poder foi descoberto em fevereiro de 2006. O mesmo grupo abandonou o julgamento em 29 de novembro de 2007 e desencadeou um impasse no Hotel Manila Peninsula, em Makati, onde exigiu a destituição da presidente Gloria Macapagal-Arroyo.
Ele foi encarcerado em Camp Crame, em Cidade Quezon, de 2006 até 2010 por acusações de rebelião e tentativa de golpe de Estado. Depois de mais de quatro anos de prisão, Lim obteve liberdade temporária das Forças Armadas das Filipinas em 31 de maio de 2010.
Em 20 de setembro de 2009, Lim anunciou seu plano de ingressar na corrida para o Senado de 2010 como candidato independente, onde foi convidado a ingressar em três chapas senatoriais, nomeadamente do Partido Liberal do então senador Benigno Aquino III, do Pwersa ng Masang Pilipino do ex-presidente Joseph Estrada, e do ex-senador Jamby Madrigal. Ele assumiu o cargo de Vice-Comissário do Departamento de Alfândega sob a administração de Aquino, mas renunciou em julho de 2013 devido à corrupção no departamento.
Lim ingressou na administração do presidente Rodrigo Duterte em 22 de maio de 2017, como chefe da Autoridade Metropolitana de Desenvolvimento de Manila, substituindo o presidente interino e gerente geral Thomas Orbos.